# Liga I 2020-21
La temporada 2020-21 fue la centésima tercera edición de la Liga I la máxima categoría del fútbol profesional en Rumania, y organizada por la Liga Profesionistă de Fotbal. La temporada comenzará el 21 de agosto de 2020 y finalizará en 2021.
CFR Cluj es el campeón defensor tras conseguir la temporada pasada el 5.º título de liga de su historia y el tercero consecutivo.

## Formato
Los 16 equipos participantes jugaran entre sí todos contra todos dos veces totalizando 30 partidos cada uno, al término de la fecha 30 los seis primeros clasificados pasaron a jugar la Ronda por el campeonato, mientras que los otros diez pasaron a jugar la Ronda por la permanencia.
Los clubes comenzaron en la fase siguiente con los puntos reducidos a la mitad y sin ningún récord estadístico, es decir sin goles ni partidos.

## Ascensos y descensos
Al final no hubo ningún descendido al final de la Liga I 2019-20. El UTA Arad se coronó campeón de la Liga II, y regreso a la Liga I tras 12 años de ausencia, mientras que el Argeș Pitești regreso tras 11 años de ausencia.
| Pos.    | Descendido de la Liga I 2019-20 |
| ------- | ------------------------------- |
| No hubo |                                 |

| Pos. | Ascendidos de la Liga II 2019-20 |
| ---- | -------------------------------- |
| 1.º  | UTA Arad                         |
| 2.º  | Argeș Pitești                    |

## Equipos participantes
| Club                  | Ciudad          | Estadio                              | Capacidad |
| --------------------- | --------------- | ------------------------------------ | --------- |
| Academica Clinceni    | Clinceni        | Stadionul Clinceni                   | 4.500     |
| Argeș Pitești         | Pitești         | Estadio Nicolae Dobrin               | 15.000    |
| Astra Giurgiu         | Giurgiu         | Stadionul Marin Anastasovici         | 8.500     |
| Botoșani              | Botoșani        | Stadionul Municipal Botoşani         | 7.782     |
| CFR Cluj              | Cluj-Napoca     | Stadionul Dr. Constantin Rădulescu   | 23.500    |
| Chindia Târgoviște    | Târgoviște      | Stadionul Ilie Oană (Ploieşti)       | 15.074    |
| Dinamo București      | Bucarest        | Stadionul Dinamo                     | 15.032    |
| FCSB                  | Bucarest        | Arena Națională                      | 55.634    |
| Gaz Metan Mediaș      | Mediaș          | Stadionul Gaz Metan                  | 7.814     |
| Hermannstadt          | Sibiu           | Stadionul Municipal Sibiu            | 5.000     |
| Politehnica Iași      | Iași            | Stadionul Emil Alexandrescu          | 11.390    |
| Sepsi Sfântu Gheorghe | Sfântu Gheorghe | Stadionul Silviu Ploeșteanu (Braşov) | 5.200     |
| Universitatea Craiova | Craiova         | Stadionul Ion Oblemenco              | 30.929    |
| UTA Arad              | Arad            | Estadio Francisc von Neumann         | 8.500     |
| Viitorul Constanța    | Constanța       | Stadionul Viitorul (Ovidiu)          | 4.554     |
| Voluntari             | Voluntari       | Stadionul Anghel Iordănescu          | 4.600     |

## Temporada regular

### Tabla de posiciones
| Pos. | Equipo                | Pts. | PJ | G  | E  | P  | GF | GC | Dif. | Clasificación            |
| ---- | --------------------- | ---- | -- | -- | -- | -- | -- | -- | ---- | ------------------------ |
| 1    | FCSB                  | 65   | 30 | 20 | 5  | 5  | 57 | 22 | +35  | Ronda por el campeonato  |
| 2    | CFR Cluj              | 64   | 30 | 19 | 7  | 4  | 42 | 15 | +27  | Ronda por el campeonato  |
| 3    | Universitatea Craiova | 58   | 30 | 16 | 10 | 4  | 33 | 14 | +19  | Ronda por el campeonato  |
| 4    | Sepsi Sfântu Gheorghe | 45   | 30 | 10 | 15 | 5  | 43 | 31 | +12  | Ronda por el campeonato  |
| 5    | Academica Clinceni    | 44   | 30 | 10 | 14 | 6  | 30 | 26 | +4   | Ronda por el campeonato  |
| 6    | Botoșani              | 42   | 30 | 11 | 9  | 10 | 39 | 36 | +3   | Ronda por el campeonato  |
| 7    | Argeș Pitești         | 40   | 30 | 10 | 10 | 10 | 33 | 41 | −8   | Ronda por la permanencia |
| 8    | Chindia Târgoviște    | 39   | 30 | 10 | 9  | 11 | 23 | 26 | −3   | Ronda por la permanencia |
| 9    | Astra Giurgiu         | 38   | 30 | 9  | 11 | 10 | 38 | 39 | −1   | Ronda por la permanencia |
| 10   | UTA Arad              | 37   | 30 | 9  | 10 | 11 | 26 | 36 | −10  | Ronda por la permanencia |
| 11   | Gaz Metan Mediaș      | 33   | 30 | 9  | 6  | 15 | 33 | 41 | −8   | Ronda por la permanencia |
| 12   | Voluntari             | 32   | 30 | 8  | 8  | 14 | 32 | 40 | −8   | Ronda por la permanencia |
| 13   | Viitorul Constanța    | 31   | 30 | 6  | 13 | 11 | 36 | 37 | −1   | Ronda por la permanencia |
| 14   | Dinamo București      | 27   | 30 | 7  | 6  | 17 | 26 | 41 | −15  | Ronda por la permanencia |
| 15   | Hermannstadt          | 26   | 30 | 5  | 11 | 14 | 28 | 40 | −12  | Ronda por la permanencia |
| 16   | Politehnica Iași      | 25   | 30 | 7  | 4  | 19 | 29 | 64 | −35  | Ronda por la permanencia |

Actualizado a los partidos jugados el 12 de abril de 2021.
 Fuente: LPF, Soccerway
Criterios de clasificación: 1) Puntos; 2) puntos entre sí; 3) diferencia de goles; 4) Goles marcados.

### Resultados
| Local \ Visitante     | ACA | ARG | AST | BOT | CFR | CHI | DIN | FCS | GAZ | HER | POL | SEP | UNI | UTA | VII | VOL |
| --------------------- | --- | --- | --- | --- | --- | --- | --- | --- | --- | --- | --- | --- | --- | --- | --- | --- |
| Academica Clinceni    | —   | 1–0 | 1–1 | 2–1 | 1–2 | 0–0 | 1–1 | 0–2 | 2–0 | 0–0 | 2–1 | 2–0 | 0–0 | 0–3 | 1–0 | 0–1 |
| Argeș Pitești         | 1–1 | —   | 1–0 | 2–3 | 0–2 | 3–1 | 0–1 | 0–0 | 1–1 | 2–2 | 2–1 | 1–1 | 1–2 | 1–1 | 1–0 | 2–1 |
| Astra Giurgiu         | 0–2 | 0–2 | —   | 1–1 | 0–2 | 0–0 | 2–0 | 0–3 | 3–0 | 2–1 | 4–0 | 2–2 | 1–1 | 0–0 | 1–1 | 2–3 |
| Botoșani              | 0–0 | 0–1 | 1–1 | —   | 2–1 | 0–2 | 4–0 | 0–2 | 2–1 | 1–0 | 4–0 | 1–2 | 0–0 | 2–3 | 1–0 | 1–1 |
| CFR Cluj              | 3–1 | 5–0 | 1–1 | 2–1 | —   | 0–0 | 1–0 | 2–0 | 1–2 | 1–0 | 4–0 | 0–0 | 0–0 | 0–1 | 2–1 | 0–0 |
| Chindia Târgoviște    | 2–1 | 2–2 | 0–1 | 2–3 | 0–1 | —   | 1–0 | 0–2 | 1–0 | 1–3 | 1–1 | 1–2 | 1–0 | 1–1 | 1–1 | 1–0 |
| Dinamo București      | 1–3 | 1–2 | 1–1 | 1–1 | 0–2 | 0–1 | —   | 0–1 | 2–1 | 1–1 | 4–1 | 0–0 | 0–1 | 0–1 | 0–5 | 3–0 |
| FCSB                  | 0–1 | 3–0 | 3–0 | 4–1 | 3–0 | 1–0 | 3–2 | —   | 1–0 | 5–0 | 3–1 | 1–1 | 0–0 | 3–0 | 3–0 | 2–1 |
| Gaz Metan Mediaș      | 1–1 | 2–0 | 0–0 | 1–2 | 0–1 | 1–0 | 1–3 | 2–3 | —   | 1–1 | 2–1 | 0–3 | 0–2 | 1–2 | 1–0 | 2–0 |
| Hermannstadt          | 2–2 | 4–1 | 0–1 | 2–1 | 1–3 | 1–1 | 0–2 | 1–0 | 1–1 | —   | 0–1 | 1–2 | 0–1 | 1–1 | 0–0 | 3–2 |
| Politehnica Iași      | 0–0 | 1–1 | 2–3 | 0–1 | 0–2 | 1–0 | 1–0 | 5–2 | 1–4 | 1–0 | —   | 1–4 | 0–3 | 1–2 | 0–3 | 0–2 |
| Sepsi Sfântu Gheorghe | 0–0 | 1–0 | 4–1 | 2–2 | 0–1 | 0–1 | 2–0 | 1–1 | 1–1 | 1–1 | 3–3 | —   | 0–1 | 3–0 | 1–1 | 2–2 |
| Universitatea Craiova | 0–1 | 1–1 | 2–0 | 1–0 | 0–0 | 0–1 | 1–0 | 0–2 | 3–1 | 1–0 | 1–0 | 0–0 | —   | 2–0 | 1–1 | 2–1 |
| UTA Arad              | 0–0 | 1–2 | 0–6 | 0–0 | 0–1 | 1–0 | 0–1 | 0–1 | 1–3 | 1–1 | 2–3 | 2–0 | 1–2 | —   | 0–0 | 0–0 |
| Viitorul Constanța    | 1–1 | 2–2 | 4–1 | 1–2 | 1–1 | 0–0 | 2–1 | 2–2 | 0–2 | 2–1 | 1–2 | 3–3 | 1–4 | 1–1 | —   | 0–1 |
| Voluntari             | 3–3 | 0–1 | 1–3 | 1–1 | 0–1 | 0–2 | 1–1 | 2–1 | 2–1 | 1–0 | 4–0 | 1–2 | 1–1 | 0–1 | 0–2 | —   |

## Ronda por el campeonato

### Tabla de posiciones
Para esta ronda los clubes comienzan con sus puntos reducidos a la mitad y sin ningún récord de la fase anterior.
| Pos. | Equipo                | Pts. | PJ | G | E | P | GF | GC | Dif. | Clasificación 2021–22                             |
| ---- | --------------------- | ---- | -- | - | - | - | -- | -- | ---- | ------------------------------------------------- |
| 1    | CFR Cluj (C)          | 54   | 10 | 7 | 1 | 2 | 15 | 5  | +10  | Primera ronda de la Liga de Campeones.            |
| 2    | FCSB                  | 45   | 10 | 3 | 3 | 4 | 13 | 14 | −1   | Segunda ronda de la Liga Europa Conferencia.      |
| 3    | Universitatea Craiova | 41   | 10 | 3 | 3 | 4 | 9  | 11 | −2   | Segunda ronda de la Liga Europa Conferencia.      |
| 4    | Sepsi Sfântu Gheorghe | 40   | 10 | 5 | 2 | 3 | 11 | 8  | +3   | Play-offs de acceso a la Liga Europa Conferencia. |
| 5    | Academica Clinceni    | 33   | 10 | 3 | 2 | 5 | 10 | 15 | −5   |                                                   |
| 6    | Botoșani              | 31   | 10 | 3 | 1 | 6 | 13 | 18 | −5   |                                                   |

Actualizado a los partidos jugados el 27 de mayo de 2021.
 Fuente: LPF, Soccerway

### Resultados
| Local \ Visitante     | ACA | BOT | CFR | FCS | SEP | UNI |
| --------------------- | --- | --- | --- | --- | --- | --- |
| Academica Clinceni    | —   | 4–3 | 0–1 | 0–2 | 2–1 | 1–0 |
| Botoșani              | 2–1 | —   | 0–1 | 1–3 | 2–1 | 1–1 |
| CFR Cluj              | 3–0 | 2–0 | —   | 2–0 | 0–1 | 1–2 |
| FCSB                  | 2–2 | 2–1 | 1–1 | —   | 1–2 | 0–1 |
| Sepsi Sfântu Gheorghe | 1–0 | 1–0 | 0–1 | 2–2 | —   | 2–0 |
| Universitatea Craiova | 0–0 | 2–3 | 1–3 | 2–0 | 0–0 | —   |

## Ronda por la permanencia

### Tabla de posiciones
Para esta ronda los clubes comienzan con sus puntos reducidos a la mitad y sin ningún récord de la fase anterior.
| Pos. | Equipo               | Pts. | PJ | G | E | P | GF | GC | Dif. | Clasificación o descenso 2021–22                  |
| ---- | -------------------- | ---- | -- | - | - | - | -- | -- | ---- | ------------------------------------------------- |
| 1    | Chindia Târgoviște   | 36   | 9  | 4 | 4 | 1 | 7  | 3  | +4   | Play-offs de acceso a la Liga Europa Conferencia. |
| 2    | UTA Arad             | 32   | 9  | 4 | 1 | 4 | 7  | 9  | −2   |                                                   |
| 3    | Gaz Metan Mediaș     | 32   | 9  | 4 | 3 | 2 | 15 | 10 | +5   |                                                   |
| 4    | Viitorul Constanța   | 32   | 9  | 5 | 1 | 3 | 9  | 4  | +5   | Play-offs de acceso a la Liga Europa Conferencia. |
| 5    | Argeș Pitești        | 31   | 9  | 3 | 2 | 4 | 10 | 7  | +3   |                                                   |
| 6    | Dinamo București     | 31   | 9  | 5 | 2 | 2 | 11 | 8  | +3   |                                                   |
| 7    | Voluntari (O)        | 28   | 9  | 3 | 3 | 3 | 6  | 7  | −1   | Play-off de relegación.                           |
| 8    | Hermannstadt (D)     | 26   | 9  | 4 | 1 | 4 | 6  | 9  | −3   | Play-off de relegación.                           |
| 9    | Astra Giurgiu (D)    | 24   | 9  | 1 | 2 | 6 | 6  | 12 | −6   | Descenso a Liga II.                               |
| 10   | Politehnica Iași (D) | 20   | 9  | 2 | 1 | 6 | 7  | 15 | −8   | Descenso a Liga II.                               |

Actualizado a los partidos jugados el 19 de mayo de 2021.
 Fuente: LPF, Soccerway
Notas:
1. ↑  UTA Arad falló en la obtención de la licencia UEFA.
2. 1 2 3  Puntos en la temporada regular: UTA Arad 37, Gaz Metan Mediaș 33, Viitorul Constanța 31.
3. ↑  Gaz Metan Mediaș falló en la obtención de la licencia UEFA.

### Resultados
| Local \ Visitante  | ARG | AST | CHI | DIN | GAZ | HER | POL | UTA | VII | VOL |
| ------------------ | --- | --- | --- | --- | --- | --- | --- | --- | --- | --- |
| Argeș Pitești      | —   | —   | 0–1 | 1–2 | —   | —   | 0–0 | 4–1 | —   | 3–0 |
| Astra Giurgiu      | 0–1 | —   | —   | 0–0 | —   | —   | 1–2 | 1–2 | —   | 0–3 |
| Chindia Târgoviște | —   | 0–0 | —   | —   | 1–1 | 2–0 | 2–0 | —   | 0–2 | —   |
| Dinamo București   | —   | —   | 0–0 | —   | —   | 2–0 | —   | 0–1 | —   | 2–0 |
| Gaz Metan Mediaș   | 1–1 | 2–1 | —   | 4–1 | —   | —   | 4–2 | —   | —   | 1–1 |
| Hermannstadt       | 1–0 | 1–3 | —   | —   | 1–2 | —   | —   | —   | 0–0 | —   |
| Politehnica Iași   | —   | —   | —   | 1–2 | —   | 0–1 | —   | —   | 0–3 | 0–1 |
| UTA Arad           | —   | —   | 0–1 | —   | 1–0 | 0–1 | 1–2 | —   | 1–0 | —   |
| Viitorul Constanța | 1–0 | 1–0 | —   | 1–2 | 1–0 | —   | —   | —   | —   | —   |
| Voluntari          | —   | —   | 0–0 | —   | —   | 0–1 | —   | 0–0 | 1–0 | —   |

## Play-offs por la Liga Europa Conferencia
En la semifinal, los equipos 7.° y 8.° clasificados de la Liga I juegan un partido único en el terreno del equipo mejor clasificado (7.° puesto). En la final, el ganador de la semifinal se enfrentará al equipo clasificado en el último lugar de la ronda campeonato en puestos de Liga Europa Conferencia de la UEFA. El ganador de la final entrará en la segunda ronda de clasificación de la Liga Europa Conferencia.

### Cuadro
|  | Semifinal          | Semifinal |                       |  | Final | Final |  |
|  |                    |           |                       |  |       |       |  |
|  |                    |           |                       |  |       |       |  |
|  | Chindia Târgoviște | 2         |                       |  |       |       |  |
|  | Chindia Târgoviște | 2         |                       |  |       |       |  |
|  | Viitorul Constanța | 3         |                       |  |       |       |  |
|  | Viitorul Constanța | 3         | Sepsi Sfântu Gheorghe |  |       |       |  |
|  |                    |           |                       |  |       |       |  |
|  |                    |           | Viitorul Constanța    |  |       |       |  |
|  |                    |           |                       |  |       |       |  |
|  |                    |           |                       |  |       |       |  |
|  |                    |           |                       |  |       |       |  |
|  |                    |           |                       |  |       |       |  |
|  |                    |           |                       |  |       |       |  |

### Semifinal
| 27 de mayo de 2021, 20:30 | Chindia Târgoviște   | 2:3 (1:1) | Viitorul Constanța                         | Stadionul Municipal, Brăila |                           |
|                           | - Popa 6' - Rață 64' |           | - 38' Artean - 49' Fernandes - 86' Tsoumou | Árbitro(s): István Kovács   | Árbitro(s): István Kovács |

### Final
| 30 de mayo de 2021 | Sepsi Sfântu Gheorghe | 1-0 | Viitorul Constanța | Stadionul Municipal, Sfântu Gheorghe |  |
| 20:30              |                       |     |                    |                                      |  |

## Play-offs por la permanencia
Los equipos clasificados 13.° y 14.° de la Liga I se enfrentan al equipo clasificado 3.° y 4.° de la Liga II.
| Equipo 1     | Agr. | Equipo 2  | Ida | Vuelta |
| ------------ | ---- | --------- | --- | ------ |
| Hermannstadt | –    | Mioveni   | 0-0 | 2 jun  |
| Călărași     | –    | Voluntari | 1-2 | 2 jun  |